# Yves Larock
Pour les articles homonymes, voir Larock.
 (juin 2023).
Yves Larock (de son vrai nom Yves Cheminade) est un DJ et producteur suisse né à Neuchâtel le 20 avril 1977.
 Il a travaillé avec Bob Sinclar pour le projet Africanism All Stars qui a donné le titre Zookey (Lift Your Leg Up) en 2005. En 2007, le single Rise Up a rencontré un grand succès en Europe.

## Discographie

### Albums studio
| Titre                                                              | Details                                                               | Meilleure position |
| Titre                                                              | Details                                                               | Suisse             |
| ------------------------------------------------------------------ | --------------------------------------------------------------------- | ------------------ |
| Rise Up                                                            | - Sortie : 29 septembre 2008 - Label : Sirup Music - Formats : CD     | 94                 |
| Manego                                                             | - Sortie : 12 octobre 2009 - Label : Ministry of Sound - Formats : CD | —                  |
| "—" signifie que le single n'est pas classé ou sorti dans le pays. |                                                                       |                    |

### Singles

#### Singles classés
| Année | Single                                                | Meilleure position | Meilleure position | Meilleure position | Meilleure position  | Meilleure position | Meilleure position | Meilleure position | Meilleure position | Meilleure position | Album   |
| Année | Single                                                | Suisse             | Autriche           | Belgique (Flandre) | Belgique (Wallonie) | Finlande           | France             | Pays-Bas           | Suède              | Royaume-Uni        | Album   |
| ----- | ----------------------------------------------------- | ------------------ | ------------------ | ------------------ | ------------------- | ------------------ | ------------------ | ------------------ | ------------------ | ------------------ | ------- |
| 2005  | Zookey (Lift Your Leg Up) (featuring Roland Richards) | —                  | —                  | 21                 | 22                  | —                  | 8                  | 36                 | —                  | —                  | —       |
| 2007  | Rise Up (featuring Jaba)                              | 16                 | 58                 | 10                 | 29                  | 3                  | 8                  | 5                  | 32                 | 13                 | Rise Up |
| 2008  | By Your Side (featuring Jaba)                         | —                  | —                  | —                  | —                   | —                  | 39                 | 20                 | —                  | —                  | Rise Up |
| 2008  | Say Yeah (featuring Jaba)                             | —                  | —                  | —                  | —                   | —                  | —                  | 26                 | —                  | —                  | Rise Up |
| 2020  | Here We Go (avec Bastian Baker)                       | 50                 | —                  | —                  | —                   | —                  | —                  | —                  | —                  | —                  |         |

#### Autre singles
- 2005 : Vibenight (sous Yves Cheminade)
- 2009 : Listen to the Voice Inside (avec Steve Edwards)
- 2010 : I Don't Know (avec Shermanology)
- 2010 : Girl (avec Tony Sylla vs. Tara McDonald)
- 2011 : If You're Lonely (avec The Cruzaders)
- 2012 : Strange World (avec The Cruzaders featuring Juiceppe)

### Remixes
- 2005 : XSS featuring Coolio - Peepshow (Ives "La Rock" Cheminade Club Remix)
- 2006 : Major Boys vs. Kim Wilde - Friday Night Kids (Yves Larock Remix)
- 2009 : The Cruzaders featuring Terri B - One Nation (Yves Larock Remix)
- 2010 : Akcent - That's My Name (Yves Larock Remix)
- 2010 : Guru Josh & DJ Igor Blaska - Eternity (Yves Larock Remix)
- 2010 : Fabienne Louves - Samschtig (Yves Larock Vocal Remix / Dub Remix)
- 2010 : Laurent Wolf featuring Andrew Roachford - Survive (Yves Larock Remix)
- 2010 : Yves Larock & Tony Sylla vs. Tara McDonald - Girl (Yves C Remix)
- 2011 : The Rambling Wheels - We Are All Here (Yves Larock Club Remix)
- 2013 : Jimi Hendrix - Crosstown Traffic (Yves Larock's Funky Bootleg)
- 2013 : Nervo & Ivan Gough featuring Beverley Knight - Not Taking This No More (Yves Larock Remix)